# Condado de Peromoro
El condado de Peromoro es un título nobiliario español creado por el rey Alfonso XIII en favor de Mariano López de Ayala y del Hierro, para hacer memoria de un antiguo señorío de su casa, mediante Real Decreto del 21 de junio de 1910 y despacho expedido el 30 de julio del mismo año.
Su denominación hace referencia a Peromoro, un núcleo, y posteriormente un señorío, hoy despoblado y perteneciente al municipio toledano de Camarena.

## Etimología
El topónimo Peromoro deriva de la combinación del antropónimo medieval "Pero" (forma antigua de Pedro) con el término "moro". En el contexto histórico, este último alude a personas de origen islámico del norte de África o puede hacer referencia a aspectos físicos o culturales percibidos como “moros” en la Edad Media.

## Señorío de Peromoro
El señorío de Peromoro fue establecido en 1445 por el rey Juan II de Castilla, quien otorgó estas tierras a Pedro López de Ayala, conocido como "el Tuerto", destacado noble y militar, hijo del canciller mayor de Castilla, Pedro López de Ayala, cronista real y una de las figuras intelectuales más influyentes del siglo XIV. 

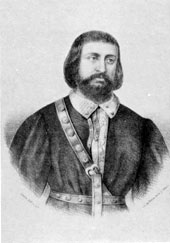
Pedro López de Ayala

El señorío incluía tierras en el entorno de Camarena, en la actual provincia de Toledo, una zona de gran importancia geográfica y económica por su cercanía a la ciudad de Toledo, capital eclesiástica de Castilla y uno de los centros políticos y culturales más relevantes de la península ibérica. Estas tierras formaban parte del alfoz toledano, una jurisdicción extensa y estratégica que, en tiempos medievales, albergaba numerosos señoríos y propiedades eclesiásticas.
El señorío de Peromoro representaba no solo una unidad territorial, sino también un símbolo del prestigio y poder de la familia López de Ayala, una de las casas nobiliarias más influyentes del reino. Este linaje se distinguió por su destacada participación en la vida cortesana y militar castellana desde el siglo XIV, y estuvo profundamente ligado al servicio de varios monarcas, especialmente Pedro I, Enrique II, Juan I y Juan II de Castilla.
Además del capital simbólico que implicaba el control de tierras en las inmediaciones de Toledo, el señorío suponía una fuente de rentas agrarias, tributos y autoridad jurisdiccional, ya que los señores de Peromoro ejercían un dominio feudal sobre los habitantes y recursos del lugar. Esta forma de tenencia fortalecía las bases del poder señorial y consolidaba la posición de los Ayala en la nobleza media-alta castellana.

La importancia del señorío también radicaba en su vinculación con la política de mercedes reales del siglo XV, mediante las cuales la Corona recompensaba a las familias leales con tierras, títulos y privilegios, tejiendo así alianzas estables en una época marcada por conflictos internos y disputas sucesorias.

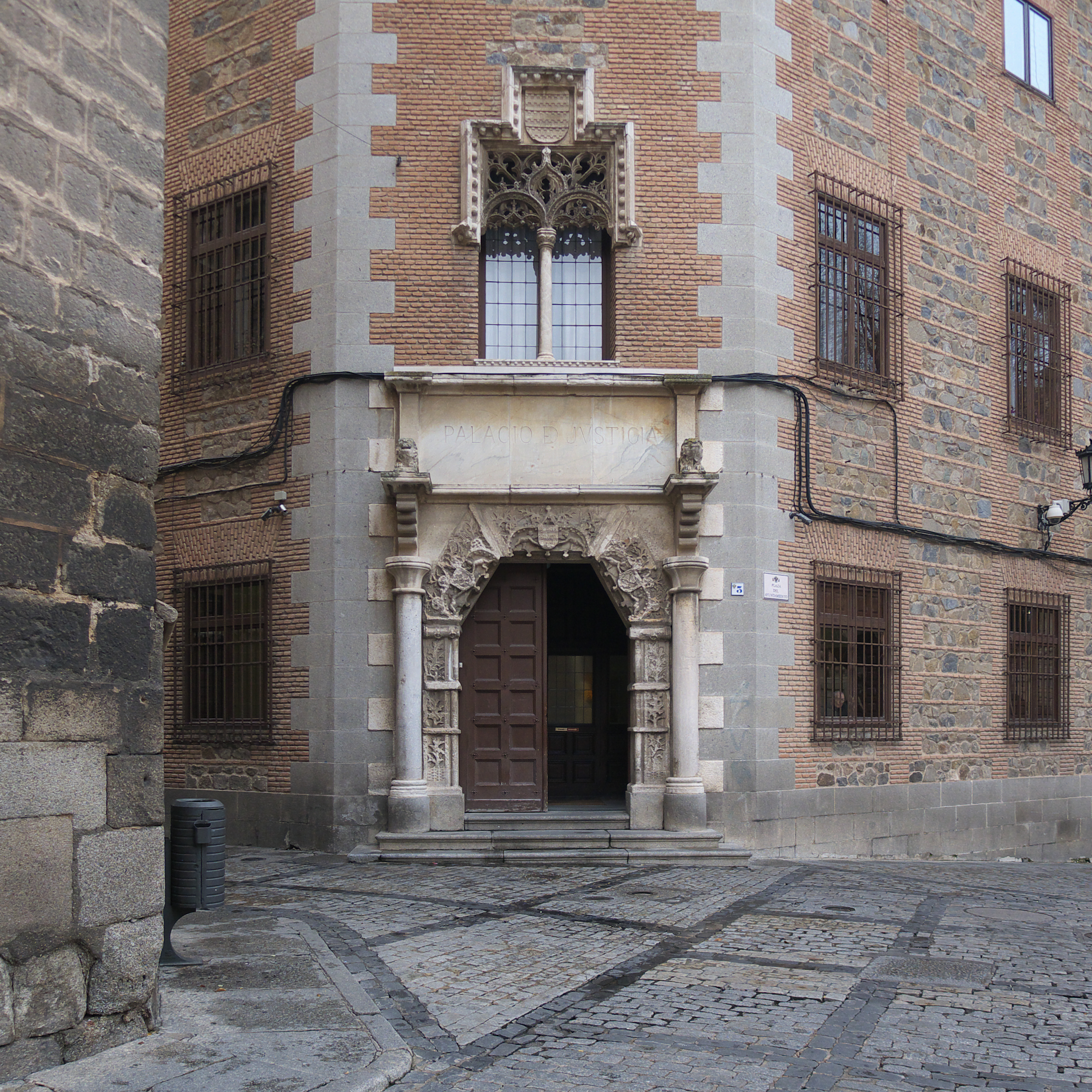
Portada gótica del antiguo Palacio de Peromoro, en el Palacio de Justicia de Toledo

La familia López de Ayala poseía un palacio, denominado "Palacio de los Condes de Peromoro", en la calle del Instituto de Toledo, conocido por su impresionante portada gótica y ventanas decoradas con los escudos de los Ayala, que incluían dos lobos característicos. Tras la demolición del edificio en los años 50, la portada fue trasladada y actualmente se encuentra en el acceso principal de la Audiencia Provincial o Palacio de Justicia en la Plaza del Ayuntamiento de Toledo.

## Condado de Peromoro
Con el tiempo, muchos señoríos perdieron su función práctica, especialmente tras las reformas legislativas y centralizadoras de los siglos XVIII y XIX, como la abolición de los señoríos jurisdiccionales durante las Cortes de Cádiz (1811) y su reafirmación en la Desamortización de Mendizábal.
A comienzos del siglo XX, el entonces jefe de la familia López de Ayala, Mariano López de Ayala y del Hierro, solicitó la creación de un título nobiliario, con el fin de revivir el prestigio de un señorío histórico perteneciente a su linaje. Esta fue una práctica común entre la nobleza de la Restauración, que buscaba recuperar y actualizar títulos tradicionales como símbolos de distinción.
Así, mediante Real Decreto del 21 de junio de 1910, el rey Alfonso XIII otorgó el título de conde de Peromoro a Mariano López de Ayala, transformando el antiguo señorío en un título nobiliario de carácter meramente honorífico, desvinculado ya de funciones territoriales o económicas, pero cargado de valor simbólico, genealógico e histórico.

## Historia de los condes de Peromoro
|                           | Titular                              | Periodo                   |
| Creación por Alfonso XIII | Creación por Alfonso XIII            | Creación por Alfonso XIII |
| ------------------------- | ------------------------------------ | ------------------------- |
| I                         | Mariano López de Ayala y del Hierro  | 1910- ?                   |
| II                        | Antonio López de Ayala y León-Huerta | 1963- ?                   |
| III                       | Luis Ignacio López de Ayala y Aznar  | 1989-hoy                  |

- Mariano López de Ayala y del Hierro (n. 1869), I conde de Peromoro, comandante de artillería.[1]

Casó con María Luisa de Burgos y Muñiz. El 8 de noviembre de 1963, previa orden del 8 de abril de 1961 para que se expida la correspondiente carta de sucesión (BOE del día 20 del mismo mes), le sucedió su nieto, hijo de Luis López de Ayala y Burgos, coronel de aviación, y su esposa María Luisa de León-Huerta y Cólogan:
- Antonio López de Ayala y León-Huerta (Garachico, 14 de enero de 1929-Tenerife, 16 de septiembre de 1988), II conde de Peromoro, caballero de la Hermandad del Santo Cáliz de Valencia, de la Noble Esclavitud de San Juan Evangelista de La Laguna, licenciado en medicina.[6][5]

Casó el 8 de diciembre de 1954, en Las Arenas (Vizcaya), con María Clara de Aznar y Carvajal (n. 1930). El 28 de enero de 1989, previa orden del día 24 del mismo mes y año para que se expida la correspondiente carta de sucesión (BOE del 10 de febrero), le sucedió su hijo:
- Luis Ignacio López de Ayala y Aznar (Baena, 12 de agosto de 1955), III conde de Peromoro, XI marqués de Villafuerte, licenciado en Medicina y Cirugía.[8]

Casó con María del Pilar Meino Troncoso.